# 5647 Sarojininaidu
5647 Sarojininaidu este o planetă minoră (asteroid), cu un diametru de 8,61 km, din centura de asteroizi. A fost descoperită pe 14 octombrie 1990 la Observatorul Palomar de Eleanor F. Helin și a fost numită după Sarojini Naidu⁠(d). 
Obiectul prezintă o orbită caracterizată de o semiaxă mare de 2,425222 UAi, o excentricitate de 0,267751, o înclinație de 21,93066 ° în raport cu ecliptica.